# ジム・クラス・ヒーローズ
ジム・クラス・ヒーローズ (Gym Class Heroes) とは、アメリカ合衆国ニューヨーク州ジェニーヴァにて結成されたラップ・ロックバンドである。伝説のプログレッシブ・ロックバンド、"スーパートランプ"の1979年発表のヒット曲「Breakfast in America」をサンプリングした、「キューピットのいたずら（Cupid's Chokehold）」の世界的大ヒットにより一躍トップバンドへと躍り出た。ロックとR&BやHIPHOPを独自のセンスで混ぜ合わせた、ブラックミュージック色の強い楽曲が特徴的。
ちなみに、彼らの一番のヒット作は2006年に発表した2ndアルバム「As Cruel as School Children」で、アメリカではゴールドディスクに認定されている。前述の「キューピットのいたずら」も同アルバムに収録されている。

## メンバー

### 現メンバー
- トラヴィー・マッコイ / Travie McCoy(1997–, ヴォーカル、MC)
- マット・マッギンリー / Matt McGinley (1997–, ドラム)
- ディサーシ・ラムンバ・カサンゴ / Disashi Lumumba-Kasongo (2004–, ギター)
サポートメンバー
  - ラルフィー・バレンシア / Ralfy Valencia (2018–, ベース)

### 旧メンバー
- ミロ・ボナッチ / Milo Bonacci - (1997–2004, ギター)
- ライアン・ギース / Ryan Geise - (1997–2005, ベース)
- エリック・ロバーツ / Eric Roberts (2005–2018, ベース)
サポートメンバー
  - マーク・デジーザス / Marc DeJesus (2006–2012, ハイプマン)

## 略歴
1997年、当時、高校での体育の時間で友達同士だった、トラヴィー・マッコイとマット・マッギンリーを中心に結成された。
1999年から2000年にかけ年一枚のペースで自主制作によるEPをリリース、2001年にフルアルバム『...For the kids』を同じく自主制作によりリリースする。
2003年、2004年と連続で、Warped Tourに出場する。しかしその後、ギタリストだったミロ・ボナッチがバンドから脱退した為、新メンバーにディサーシを迎え入れる。
2005年1月22日、デビューアルバム『The Papercut Chronicles』をリリース。しかし、その後ベーシストのライアンがバンドから脱退した為、友人のエリックを新メンバーに迎え入れる。
2006年7月25日、2ndアルバム『As Cruel as School Children』をリリースし、アルバムチャートにて最高35位を記録。そしてこのアルバムからのシングル"Cupid's Chokehold"がヒットすると、その後もロングセールスを記録し、同アルバムはゴールドディスクに認定された。このアルバムより、主にライブパフォーマンス時のハイプマンとして、マーク・デジーザスがサポートメンバーに加入。以降、マークは2012年に一時活動が休止されるまで、国内外のライブのほかメディア出演時や、時により表彰の場にも帯同するなど準メンバーとして活動した。
2007年には、"Shoot Down the Stars"や、ケイティ・ペリーが出演した"Cupid's Chokehold"といったリリース楽曲のミュージック・ビデオが評価され、MTV Video Music Awardsにて最優秀新人賞を受賞した。
2008年9月9日、3rdアルバム『The Quilt』をリリースし、アルバムチャートにて、初週に32000枚を売り上げ、初登場14位を記録した。
2008年以降、トラヴィーはじめメンバーが他アーティストの楽曲にフィーチャリングされるなど個人での活動も増え始める。2010年にはトラヴィーがソロ活動に専念し、この年バンドとしては活動休止期間となった。
トラヴィーは6月8日に初のソロアルバム『Lazarus』をリリース。ブルーノ・マーズをフィーチャリングした先行シングル「Billionaire」の大ヒットも重なり、結果的に初週に15000枚を売り上げ、全米アルバムチャートで初登場25位を記録し、ソロシンガーとしても成功を収めた。
2011年11月15日、4thアルバム『The Papercut Chronicles II』がリリースされた。全米アルバムチャートで初週に12000枚を売り上げ、初登場54位を記録した。アルバムからの1stシングル、アダム・レヴィーンをフィーチャリングした「"Stereo Hearts"」は大ヒットし、2012年のMuchMusic Video Awardsにて2部門にノミネートされた。その後も同アルバムからは「"Ass Back Home"」、「"The Fighter"」とヒットシングルが生まれ、それらはティーン・チョイス・アワード、MTV Video Music Awardsにノミネートされた。
アルバム発売後、プロモーション活動及びライブを一通り終えた後、バンドは再び休眠期間へと入った。トラヴィーはソロ活動の再開、他メンバーもスタジオミュージシャンやソロ、別バンドの活動や他ミュージシャンの楽曲への参加といった個々の活動が長らく続けられたが、2017年にバンドのYouTubeアカウントが開設され、また翌2018年開催のミュージックフェス「Sail Across The Sun」への出演が発表された。このフェスへの参加を皮切りに、同2018年7月より311、オフスプリングとの合同ツアーに参加し本格的に活動を再開した。ただし、この活動再開にエリックは参加せず、3人での活動が行なわれ、ライブ時にはサポートベーシストとしてラルフィー・バレンシアが参加している。

## アワード
彼等がこれまでに、受賞・ノミネートされたアワード、部門は以下の通り。
| 開催   | アワード名                   | 部門                                    | 結果       |
| ------ | ---------------------------- | --------------------------------------- | ---------- |
| 2007年 | MTV Video Music Awards       | Best Group                              | ノミネート |
| 2007年 | MTV Video Music Awards       | Best New Artist                         | 受賞       |
| 2007年 | MTV European Music Awards    | Ultimate Urban                          | ノミネート |
| 2012年 | MuchMusic Video Awards       | International Video of the Year - Group | ノミネート |
| 2012年 | MuchMusic Video Awards       | Most Streamed Video of the Year         | ノミネート |
| 2012年 | ティーン・チョイス・アワード | Choice Music: Group                     | ノミネート |
| 2012年 | ティーン・チョイス・アワード | Choice Music Single by a Group          | ノミネート |
| 2012年 | ティーン・チョイス・アワード | Choice Summer Music Star Group          | ノミネート |
| 2012年 | MTV Video Music Awards       | Best Video with a Message               | ノミネート |

## ディスコグラフィー

### アルバム
| 発売日         | アルバムのタイトル          | 販売レーベル                     | 全米ビルボードアルバムチャート最高位 | セールス |
| 2001年12月23日 | ...For the Kids             | Gym Class Heroes（自主制作）     | —                                    | —        |
| 2005年1月22日  | The Papercut Chronicles     | Fueled by Ramen                  | —                                    | 3.2万枚+ |
| 2006年7月25日  | As Cruel as School Children | Fueled by Ramen                  | 35位                                 | 47万枚+  |
| 2008年9月9日   | The Quilt                   | Atlantic Records Fueled by Ramen | 14位                                 | 11万枚+  |
| 2011年11月15日 | The Papercut Chronicles II  | Atlantic Records Fueled by Ramen | 54位                                 | 8.8万枚+ |

### シングル
| 発表   | 曲名                                                       | 各チャート最高位 | 各チャート最高位 | 各チャート最高位 | 各チャート最高位 | 各チャート最高位 | 各チャート最高位 | 収録アルバム                |
| 発表   | 曲名                                                       | US Hot 100       | US Pop           | UK               | AUS              | New Zealand      | Irish            | 収録アルバム                |
| ------ | ---------------------------------------------------------- | ---------------- | ---------------- | ---------------- | ---------------- | ---------------- | ---------------- | --------------------------- |
| 2004年 | "Taxi Driver"                                              | —                | —                | —                | —                | —                | —                | The Papercut Chronicles     |
| 2005年 | "Papercuts"                                                | —                | —                | —                | —                | —                | —                | The Papercut Chronicles     |
| 2005年 | "Cupid's Chokehold" (featuring Patrick Stump)              | —                | —                | —                | —                | —                | —                | The Papercut Chronicles     |
| 2006年 | "The Queen and I"                                          | —                | 77               | 124              | —                | —                | —                | As Cruel as School Children |
| 2006年 | "New Friend Request"                                       | —                | —                | —                | —                | —                | —                | As Cruel as School Children |
| 2006年 | "Cupid's Chokehold" (再リリース) (featuring Patrick Stump) | 4                | 1                | 3                | 14               | 6                | 3                | As Cruel as School Children |
| 2007年 | "Shoot Down the Stars"                                     | —                | —                | —                | —                | —                | —                | As Cruel as School Children |
| 2007年 | "Clothes Off!!" (featuring Patrick Stump)                  | 46               | 35               | 5                | 12               | 13               | 7                | As Cruel as School Children |
| 2008年 | "Peace Sign/Index Down" (featuring Busta Rhymes)           | —                | —                | —                | —                | —                | —                | The Quilt                   |
| 2008年 | "Cookie Jar" (featuring The-Dream)                         | 59               | 55               | 6                | 41               | —                | —                | The Quilt                   |
| 2008年 | "Guilty as Charged" (featuring Estelle)                    | —                | —                | —                | —                | —                | —                | The Quilt                   |
| 2011年 | "Stereo Hearts" (featuring Adam Levine)                    | 4                | 1                | 3                | 4                | 3                | 4                | The Papercut Chronicles II  |
| 2011年 | "Ass Back Home" (featuring Neon Hitch)                     | 12               | 5                | 9                | 1                | 11               | 10               | The Papercut Chronicles II  |
| 2012年 | "The Fighter" (featuring Ryan Tedder)                      | 25               | 13               | 44               | 7                | 4                | 15               | The Papercut Chronicles II  |

### その他の作品
- 「Hed Candy」 - 1999年発表のインディーズEP。
- 「Greasy Kid Stuff」 - 2000年発表のインディーズEP。
- 「 The Papercut EP 」 - 2004年発表の1stEP。
- 「Patches From the Quilt」 - 2008年発表の2ndEP。